# Mungo Man

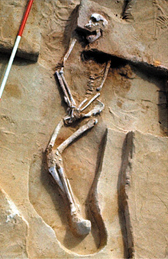
Mungo Man

Als Mungo Man, in der wissenschaftlichen Literatur Lake Mungo 3 (LM3) oder Willandra Lake Human 3 (WLH3), werden die fossilen Überreste eines frühen Bewohners des australischen Kontinents bezeichnet, die auf ein Alter von etwa 40.000 Jahren datiert wurden. Das Fossil wurde 1974 am ausgetrockneten Lake Mungo, einem Teil des UNESCO-Weltkulturerbes Willandra-Seenregion in New South Wales, entdeckt und stammt dieser Datierung zufolge aus dem Jungpaläolithikum. Es gilt als der bisher älteste Überrest eines anatomisch modernen Menschen (Homo sapiens), den man in Australien gefunden hat.

## Entdeckung und Aufbewahrung

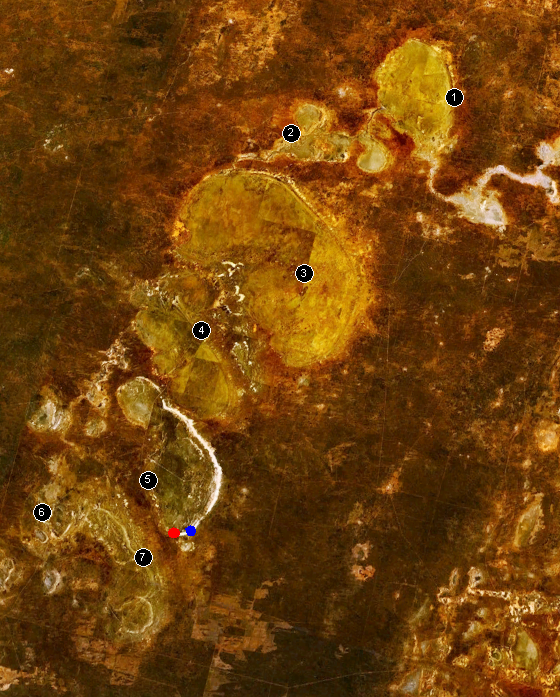
Satellitenaufnahme der Willandra-Seenregion. Lake Mungo ist mit 5 bezeichnet. Der blaue Punkt stellt die Fundstelle von Mungo Man dar. (In rot: Mungo Lady)

Mungo Man wurde von dem Geologen Jim Bowler am 26. Februar 1974 entdeckt. Vorangegangene starke Regenfälle hatten seine Gebeine bloßgelegt. In den folgenden Tagen legte Bowler zusammen mit dem Archäologen Alan Thorne (1939–2012), beide Mitglieder der Australian National University, den Fund frei. Das Skelett lag am Rande des Lake Mungo, einem von einer Reihe ausgetrockneter Seen im heutigen Mungo National Park. Fünf Jahre zuvor hatte Bowler etwa 500 Meter westlich des Fundorts mit Mungo Lady ein weiteres, allerdings eingeäschertes Skelett gefunden. Die Willandra-Seenregion wird seit 1981 unter anderem wegen der archäologischen Funde, zu denen Mungo Man gehört, als UNESCO-Weltkulturerbe geführt.
Nach seinem Tod war Mungo Man auf dem Rücken liegend, Kopf nach rechts gedreht, die Beine leicht nach rechts abgewinkelt und mit im Schoß verschränkten Händen etwa 80 bis 100 cm tief in den Sand gelegt worden. Zum Zeitpunkt der Ausgrabung war diese Bedeckung bis auf wenige Zentimeter verweht. Der Ort lag südöstlich und windabgewandt einer Sanddüne. In der Grabeinfüllung wurde rotes Ocker-Granulat gefunden, neben dem Kopf lag Holzkohle als Rest eines Feuers. Es handelt sich damit um das früheste Vorkommen eines anspruchsvollen und künstlerischen Beerdigungsrituals in Australien. Dieser Aspekt der Entdeckung galt als besonders bedeutsam, da er darauf hinweist, dass kulturelle Traditionen in Australien bereits länger existierten als zuvor angenommen. Darüber hinaus gilt der Fund von Ocker als bemerkenswert, weil Ocker nicht in der Umgebung des Lake Mungo vorkommt, sondern aus größerer Entfernung herangebracht worden sein muss. Dies weise auf ein Netzwerk von Handelsbeziehungen hin.
Seit seiner Ausgrabung wurde Mungo Man in einem Raum der Australian National University aufbewahrt; lediglich zeitweise wurden Knochen für Untersuchungen in andere Labore gebracht. Treuhänder der Gebeine waren neben Thorne die drei Stämme der Aborigines, die traditionelle Eigner des Landes um die Willandra Lakes sind: Paakantji, Mutthi Mutthi und Ngyiampaa. Die Aborigines forderten, dass die Gebeine ihres Vorfahren ungestört „in seinem traditionellen Land und nicht in einem Safe oder Büro in Canberra“ ruhen sollten. Da der Mungo National Park erst seit 1979 unter dem National Parks and Wildlife Act of 1974 geschützt ist, brauchten Relikte wie Mungo Man, die vor 1979 entfernt wurden, nicht den traditionellen Eignern übergeben zu werden. Erst seit 1992 hat die Australian Archaeological Association in einem Code of Ethics bestimmt, dass das Erbe der indigenen Bevölkerung den Nachkommen der indigenen Bevölkerung gehöre. Bowler sagte mittlerweile in einem Interview, dass er mit dem, was er nun über die Kultur der Aborigines wisse, heute anders handeln würde, nämlich die traditionellen Eigner ermitteln und mit ihnen zusammenarbeiten.
Am 17. November 2017 wurden die sterblichen Überreste des Mungo Man an ihren Fundort am Lake Mungo zurückgebracht und dort beigesetzt.

## Beschreibung des Fossils
Das Skelett ist relativ schlecht erhalten. Beim Hirnschädel fehlen die rechte Seite und die Schädelbasis; auch der Gesichtsschädel ist nicht vollständig, aber der Unterkiefer ist gut erhalten. Abgesehen von der Elle des rechten Unterarms weisen alle Knochen Schäden an den Gelenk-Oberflächen auf. Ferner fehlen Teile des Beckens. Aufgrund einer Arthrose der Lendenwirbel, am rechten Ellenbogen und dem rechten Handgelenk sowie schweren Abnutzungserscheinungen an den Zähnen, die das Zahnmark freilegen, ist es wahrscheinlich, dass Mungo Man bei seinem Tod etwa 50 Jahre alt war.
Neue Studien bestimmen Mungo Mans Größe anhand der Länge seiner Röhrenknochen auf außergewöhnliche 196 cm.

### Geschlecht
Da entscheidende Teile des Beckens und des Schädels fehlen, wurde in der Erstbeschreibung des Mungo Man durch Bowler und Thorne der Kiefer herangezogen, um das Geschlecht zu bestimmen. Es zeigte sich, dass die Abmessungen des Kiefers gerade noch in den Bereich des männlichen Körperbaus fallen. Allerdings ist diese Bestimmungsmethode umstritten, da sie auf Vermessungen der Kiefer heutiger Aborigines basiert, die im Vergleich zu prähistorischen Funden ausgesprochen grazil sind; zudem gilt diese Methode selbst zur Geschlechtsbestimmung heutiger Aborigines nicht als zuverlässig. Diskussionen löste auch der Oberschenkelknochen aus: Der Mittelschaft sei so dick, dass er am ehesten einem Mann zugeordnet werden könne, allerdings einem robusten und nicht einem grazilen Mann. Arthritische Veränderungen am rechten Ellenbogen werden als Folgeerscheinung von Speerwürfen bei der Jagd interpretiert, was gleichfalls auf einen Mann hindeutet. Die Art der Abnutzungserscheinungen an den Zähnen wiederum wird als typisch weiblich angesehen, da diese üblicherweise vom Herstellen von Garnen herrühren.
Als weiteres Indiz für das männliche Geschlecht wurde von Thorne gewertet, dass die Hände des Mungo Man vor dem Schambein verschränkt wurden, wohl um den Penis zu schützen. Dagegen wird eingewendet, dass es wohl zwar die bevorzugte Begräbnisstellung für Männer der Aborigines heutzutage ist, es aber keine Hinweise gebe, wonach diese Stellung in der Vergangenheit auf ein Geschlecht beschränkt gewesen sei.
Der Paläoanthropologe Peter Brown stellte eigene Untersuchungen an und verglich eine Reihe von verfügbaren Messungen an Schädel und Kiefer zum einen mit Aborigines aus dem Holozän und zum anderen mit Überresten robuster Menschen aus dem Pleistozän aus den Grabungsstellen in Kow Swamp, Coobool Creek und Nacurrie. Im Vergleich mit den Werten heutiger Aborigines ist Mungo Man demnach als männlich einzuordnen, verglichen mit den Werten aus dem Pleistozän als weiblich. Brown merkte zudem an, dass die Morphologie oberhalb des Auges ausgesprochen weiblich sei, da die Überaugenwulste fehlen. Insgesamt fasst er zusammen, dass der Mungo Man, sollte es sich um einen Mann handeln, um einen – abgesehen vom Oberschenkelknochen – sehr grazilen und kleinen Mann handeln würde. Sollte Mungo Man eine Frau sein, so wäre sie recht robust und groß gewesen. Die morphologischen Werte würden beide Möglichkeiten unterstützen.
Die Frage, ob Mann oder Frau beziehungsweise grazil oder robust, spielte im Verlauf späterer Diskussionen zur Besiedlung Australiens eine Rolle: Thorne behauptete, dass Mungo Man einer anderen Population als die Menschen von Kow Swamp angehörte. Daraus leitete er ab, die Aborigines seien direkte Nachfahren zweier verschiedener Einwanderungswellen: Die robusteren Menschen von Kow Swamp seien direkte Nachfahren des Homo erectus aus Java, der Java-Menschen, während die grazilen Menschen vom Lake Mungo vom grazileren Homo erectus aus China, dem Peking-Menschen, abstammen. Thorne stellte damit die Out-of-Africa-Theorie der menschlichen Evolution in Frage, der zufolge alle modernen Menschen von gemeinsamen afrikanischen Vorfahren abstammen, die Afrika erst während der letzten 200.000 Jahre verlassen hatten; die auf Java und bei Peking nachgewiesenen Populationen von Homo erectus hatten Afrika hingegen bereits vor mehr als einer Million Jahren verlassen. Schon die ersten Studien zur mitochondrialen Eva (1987) und zum Adam des Y-Chromosoms (2000), die auch genetisches Material heutiger Aborigines einbezogen, widersprachen Thornes Hypothese zur Verwandtschaft der Aborigines mit den Java- und Peking-Menschen und bestätigten die Out-of-Africa-Theorie.
Andere Wissenschaftler weisen zudem darauf hin, dass man diese wenigen Fossilien nicht notwendigerweise verschiedenen ethnischen Gruppen zuschreiben müsse, sondern dass es sich zum einen um männliche, robuste und zum anderen um weibliche, grazile Gebeine handeln könne, da bei Aborigines ein ausgeprägter Sexualdimorphismus vorhanden sei.

### Datierung

Stratigrafische Schichten nahe Mungo Man

Erste Schätzungen über das Alter von Mungo Man publizierte 1976 das Team von Paläoanthropologen der Australian National University, das das Fossil ausgegraben hatte. Sie schätzten, dass Mungo Man vor 28.000 bis 32.000 Jahren lebte. Sie testeten dabei nicht direkt die Überreste von Mungo Man, sondern entwickelten ihre Schätzung aus stratigrafischen Vergleichen mit der Mungo Lady.
Im Jahr 1987 wurde eine Elektronenspinresonanz-Datierung an einem der Knochenfragmente von Mungo Mans Skelett vorgenommen, was zu einer Schätzung von 31.000 ± 7000 Jahren führte, allerdings gilt diese Methode der Datierung nur bei Zähnen und nicht bei Knochen als zuverlässig.
Zu einer Kontroverse führte eine neuere Schätzung von 62.000 ± 6000 Jahren, die ein Team der Australian National University um Thorne 1999 veröffentlichte. Dieser Wert wurde ermittelt durch Kombination von Daten einer Uran-Thorium-Datierung, einer Elektronenspinresonanz-Datierung und einer optisch stimulierten Lumineszenz-Datierung der Gebeine sowie von Bodenproben, die 300 Meter entfernt von der Grabstelle entnommen wurden. Thorne schloss aus diesen Daten, dass der australische Kontinent schon vor etwa 70.000 Jahren besiedelt gewesen sein musste. Diese Veröffentlichung im angesehenen Journal of Human Evolution veranlasste Bowler zwei Ausgaben später dazu, im selben Journal darauf hinzuweisen, dass die Bank am tiefsten Punkt der archäologischen Ausgrabungen am Lake Mungo bislang auf ein Alter von 43.000 Jahren bestimmt worden war, weswegen Mungo Man nicht älter sein könne, und sagt, dass Thornes Schlussfolgerungen „die bereits fragwürdigen Grenzen der Glaubwürdigkeit dieser Veröffentlichung noch weiter streckt“. Richard Gillespie, ein Spezialist für die Datierung von Fossilien, beschreibt ebenfalls in dieser Ausgabe welche Probleme mit der Uran-Thorium-Datierung am Zahnschmelz einhergehen, und hält das Fossil Mungo Man ebenfalls für deutlich jünger als 60.000 Jahre.
2003 erreichte eine Gruppe von Wissenschaftlern aus verschiedenen australischen Universitäten unter der Führung von Bowler einen neuen Konsens, nach dem Mungo Man etwa 40.000 Jahre alt sei. Dieses Alter entspricht weitgehend den stratigraphischen Hinweisen. Zur Bestimmung wurden dabei verschiedene Methoden der Datierung von Wissenschaftlern verschiedener Universitäten verwendet, unter anderem optisch stimulierte Lumineszenz am Quarz und Gammaspektroskopie von Proben, die neu gegrabenen Furchen nahe der Ausgrabungsstelle entnommen worden waren. Eine Bestätigung ergab sich 2005 aus einer Datierung der Grabfüllung: Beim Auffinden des Skeletts hatten die Ausgräber Sandblöcke mit Kunstharz getränkt und geborgen. Diese Blöcke waren dreißig Jahre in einem Universitätsdepot verwahrt geblieben und konnten nun untersucht werden. Vom Licht zwischenzeitlich erreichte Sandkörner waren wegen ihrer stark abweichenden Werte zu identifizieren. Im Inneren eines Blocks fanden sich aber Körner, die seit der Einfüllung in das Grab nicht dem Licht ausgesetzt waren. Sie erbrachten eine Altersangabe von 41.000 ± 4000 Jahre und bestätigten damit die zuvor erkannte Datierung.
Das Alter von ca. 40.000 Jahren macht ihn zusammen mit Mungo Lady zu einem der ältesten anatomisch modernen Menschen (siehe Liste homininer Fossilien), dessen Überreste außerhalb Afrikas gefunden wurden.

### Mitochondriale DNA-Studie

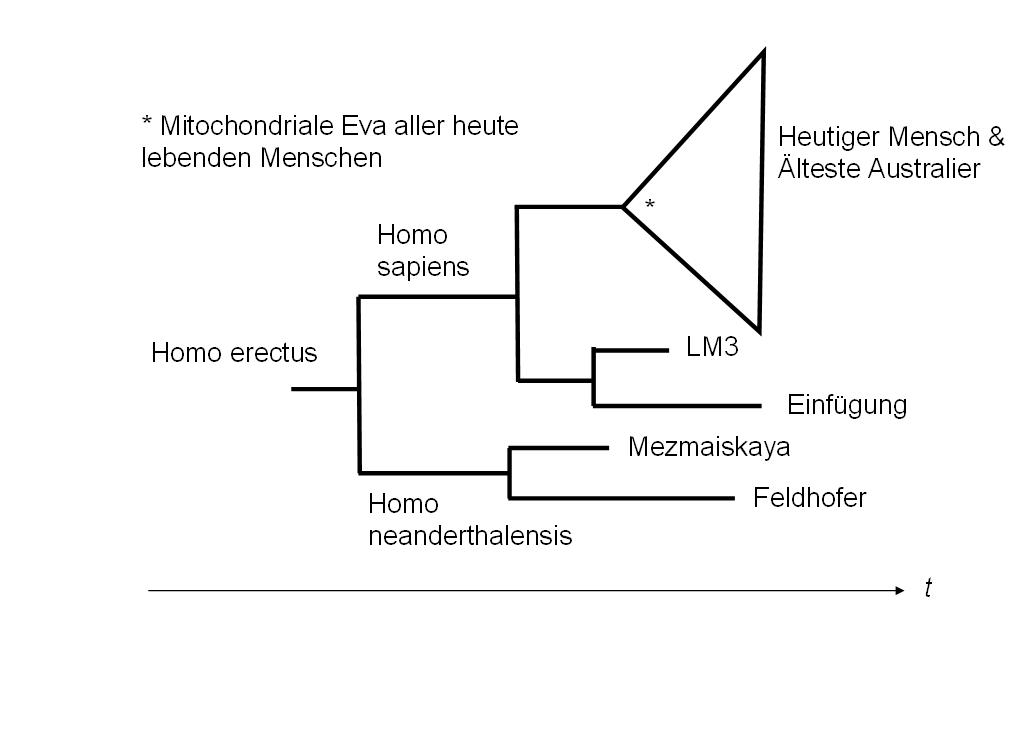
Von Adcock et al. (2001) vorgeschlagene Phylogenese der mtDNA früherer und heutiger Menschen

Ein wissenschaftliches Team der Australian National University unter Gregory Adcock analysierte 2001 die mitochondriale DNA (mtDNA) der Knochenfragmente des Mungo-Man-Skeletts. Die mtDNA wurde mit Proben einer Reihe verschiedener anderer alter australischer Skelette, einer mtDNA-Sequenz eines Neandertalers sowie heute lebender australischer Aborigines und anderer moderner Menschen verglichen. Die Resultate zeigten, dass der Mungo Man – obwohl er sich anatomisch im Normalbereich eines modernen Menschen befindet – von einem anderen direkten weiblichen Vorfahren abstammt als der mitochondrialen Eva, der gemeinsamen Vorfahrin in der weiblichen Linie aller heute lebenden Menschen. Ein Segment seiner mtDNA ist allerdings bei vielen modernen Menschen als Einfügung im Chromosom 11 der DNA vorhanden, diese Insertion wäre dann bei einem noch älteren, gemeinsamen Vorfahren erfolgt. Neuere Untersuchungen von 2016 (s. u.) legen allerdings nahe, dass dieses Segment genau aus Verunreinigungen mit moderner DNA stammt.
Adcock interpretierte die Ergebnisse der mtDNA-Studie des Mungo Man in Bezug auf die Out-of-Africa-Theorie folgendermaßen: „Unsere Daten stellen eine ernsthafte Herausforderung für die Interpretation gegenwärtiger menschlicher mtDNA-Variationen als Indiz für die neue Out-of-Africa-Theorie dar. Eine separate mtDNA-Linie in einem Individuum, dessen Morphologie sich innerhalb des gegenwärtigen Bereichs befindet und der in Australien lebte, bedeutet, dass anatomisch moderne Menschen unter denen waren, die ersetzt wurden, und dass Teile dieser Ersetzung in Australien geschahen.“ Adcock unterstützt damit Thornes Hypothese, wonach Australien von zwei Einwanderungswellen besiedelt wurde: Demnach ist Mungo Man Nachfahre der ersten Welle von Siedlern, die aus Asien stammt. Danach erschien eine zweite Einwanderungswelle, aus Afrika kommend, und deren mitochondriale DNA habe sich auch bei den Aborigines durchgesetzt.
Verschiedene Artikel griffen die Ergebnisse auf und kritisierten die Befunde. So sei es unwahrscheinlich, dass Ancient DNA (aDNA) in den Überresten des Mungo Man gefunden werden konnte, da Erfahrungen mit der Analyse von Neandertaler-DNA gezeigt hätten, wie schwierig es sei, derart alte DNA zu rekonstruieren, obwohl deren Gebeine in der kalten Umgebung Europas bessere klimatische Bedingungen als in Australien zum Überdauern gehabt hätten. Deswegen sei die Wahrscheinlichkeit, dass DNA aus den Gebeinen Mungo Mans entnommen werden konnte, als sehr gering einzuschätzen. Stattdessen wird vermutet, dass es sich um Verunreinigungen gehandelt haben könnte, da sich Adcocks Arbeitsgruppe nicht an die Standards zur Verarbeitung von aDNA gehalten habe. Schließlich gebe es unterschiedliche mathematische Modelle, mit denen ein mtDNA-Stammbaum berechnet werden könne; wenn eine größere Anzahl von Proben von Afrikanern und Aborigines eingeschlossen werde, dann sei Mungo Man Teil des Stammbaums aus der Zeit nach der mitochondrialen Eva heute lebender Menschen. Außerdem seien die Resultate der mtDNA-Studie mit der Out-of-Africa-Theorie vereinbar, wenn die Typen der mitochondrialen Eva und von Mungo Man beide aus Afrika kamen und dabei eine Linie ausstarb, während die andere bis heute bestehen blieb.
Die Aborigines, vertreten durch das Willandra Lakes World Heritage Area Aboriginal Elders Committee, erlaubten 2014 eine erneute DNA-Analyse der Überreste. Der 2016 erschienene Bericht bestätigte die Vorbehalte vieler Wissenschaftler: Die Knochen waren von mindestens fünf europäischen DNA-Gebern modern kontaminiert. Es war nicht möglich gewesen, aus dem Untersuchungsmaterial selbst mitochondriale DNA-Sequenzen zu gewinnen.
Es gelang allerdings, von einem Skelett der Willandra Lake–Funde mtDNA zu extrahieren. Sie gehöre zur Haplogruppe S2 und bezeuge eine Aborigin-Abstammung. Eine weitere Analyse ließ eine Zugehörigkeit zur Haplogruppe S2a1a präzisieren mit drei bekannten, lebenden Nachfahren. Es handelt sich dabei um den Fund WLH4, der von Wilfred Shawcross (University of Auckland) 1974 geborgen wurde. Das hervorragend erhaltene und sorgfältig ausgegrabene Skelett ist im Unterschied zu den anderen Willandra-Lakes-Funden nur wenig mineralisiert. Es ist bis heute undatiert, gilt aber wegen seiner geringen Calcination als beträchtlich jünger als die übrigen Willandra-Lake-Funde; es wird ein Pre-Kontact Alter bzw. eine Datierung in die Zeit nahe dem ersten europäischen Kontakt angenommen. Heupink et al. geben ein spät-holozänes Alter an ("∼3,000–500 y B.P.").

## Wiederbestattung
Von 1974 an war Lake Mungo 3 in der Australian National University verwahrt. Die Aborigines-Völker Mutthi Mutthi, Ngyiampaa und Paakantyi/Barkandji als traditionelle Eigentümer der Willandra Lakes setzten 2015 die Übergabe der Überreste an die Aborigines-Gemeinschaften durch. Zunächst blieben sie noch in einer speziellen Einrichtung der Universität. Innerhalb der Aborigines gab es zwei Strömungen: Die Einen wollten ein würdiges Gebäude am Lake Mungo, in dem die Überreste sowohl verwahrt werden, als auch der Wissenschaft zur Verfügung stehen könnten, soweit die Aborigines es gestatten. Die Anderen wünschten sich eine Wiederbestattung am ursprünglichen Ort. Nachdem es aber weder eine Einigung über das Verfahren noch eine Vereinbarung mit der Regierung gegeben hatte, wurden die Gebeine am 17. November 2017 in einem teils aus fossilem Holz hergestellten Sarg in der Erde bestattet. Zum 50. Jahrestag der Entdeckung von Mungo Lady bedauerte Jim Bowler die anonyme Bestattung von Mungo Man und Mungo Lady auf dem Gelände des Besucherzentrums. Er fordert die australische Regierung als Trägerin des UNESCO Welterbeplatzes auf, „die Überreste von der Lagerstätte an einen zentralen Ehrenplatz zu bringen“. Weniger zu tun würde einem ohnehin schon übel behandelten Kulturerbe weitere Schande zufügen.

## Belege
1. 1 2 3 4  D. J. Mulvaney et al. (1999): Prehistory of Australia S. 162 ff., ISBN 1-86448-950-2
2. ↑  Nominiert durch John Mulvaney (1925–2016). UNESCO World Heritage Willandra Lakes Region, zugegriffen am 9. Juli 2018
3. ↑  J. M. Bowler, A. G. Thorne (1976): Human remains from Lake Mungo: Discovery and excavation of Lake Mungo III. In (R. L. Kirk und A. G. Thorne) The Origin of the Australians, S. 127–138. Canberra: Australian Institute of Aboriginal Studies, zitiert aus persönlicher Kommunikation von J. M. Bowler mit Schomynv, E-Mail vom 15. Oktober 2009
4. 1 2  James M. Bowler et al.: New ages for human occupation and climatic change at Lake Mungo, Australia. In: Nature. Band 421, 2003, S. 837–840, doi:10.1038/nature01383, Volltext (PDF; 501 kB) (Memento vom 25. Januar 2014 im Internet Archive) PMID 12594511
5. ↑  P. Hiscock (2007) The archaeology of ancient Australia. ISBN 0-415-33811-5
6. ↑  S. Colley (2002): S. 164
7. ↑  T. Ormsby (2004): Kennewick Man Meets Lady Mungo: An International Look at Repatriation. Diplomarbeit an der Flinders University
8. ↑  art history arcchaeology museum artefacts remains ethics. (Memento vom 16. August 2008 im Internet Archive). Im Original publiziert auf The Australian vom 29. März 2008.
9. ↑  dpa: 42 000 Jahre alter australischer Ureinwohner beigesetzt. In: Frankfurter Allgemeine Zeitung. 17. November 2017, archiviert vom Original am 17. November 2017; abgerufen am 17. November 2017.
10. 1 2 3  J. M. Bowler, A. G. Thorne (1976): Human remains from Lake Mungo: Discovery and excavation of Lake Mungo III. In (R. L. Kirk und A. G. Thorne) The Origin of the Australians, S. 127–138. Canberra: Australian Institute of Aboriginal Studies, zitiert nach Brown (2000)
11. 1 2 3  S. G. Webb (1989): The Willandra Lakes Hominids Canberra: Department of Prehistory, Australian National University, zitiert nach Brown (2000)
12. ↑  „abnormally tall“, in: Mungo Archeological Digs. Evidence of Ancient Human Habitation Dating back over 40,000 Years.
13. 1 2 3 4  Peter Brown: Australian Pleistocene variation and the sex of Lake Mungo 3. In: Journal of Human Evolution. Band 38, Nr. 5, 2000, S. 743–749, doi:10.1006/jhev.1999.0400, Volltext (PDF; 747 kB) (Memento vom 25. Januar 2014 im Internet Archive) PMID 10799264
14. ↑  A. Thorne et al.: Australia's oldest human remains: age of the Lake Mungo 3 skeleton. In: Journal of Human Evolution. Band 36, 1999, S. 519–612, zitiert nach Brown (2003)
15. ↑  D. A. Caddie et al. (1987): The ageing chemist – can electron spin resonance (ESR) help In: (Ambrose W. und Mummery J. Hrsg.) Archaeometery: Further Australasian Studies, S. 167–176
16. ↑  R. Grün (1987): Some remarks on ESR dating of bones. Ancient TL 5: 1–9
17. ↑  A. Thorne et al.: Australia's oldest remains: age of the Lake Mungo 3 skeleton. In: Journal of Human Evolution. Band 36, 1999, S. 591–692 PMID 10330330
18. ↑  J. M. Bowler et al.: Redating Australia's oldest human remains: a sceptic's view. In: Journal of Human Evolution. Band 38, 2000, S. 719–729 PMID 10799261 Seite 725 (further stretch the already questionable limits of the paper's credibility)
19. ↑  R. Gillespie et al.: On the reliability of age estimates for human remains at Lake Mungo. In: Journal of Human Evolution. Band 38, 2000, S. 727–732 PMID 10799262
20. ↑  Jon M. Olley, Richard G. Roberts, Hiroyuki Yoshida, James M. Bowler: Single-grain optical dating of grave-infill associated with human burials at Lake Mungo, Australia. In: Quaternary Science Reviews. Band 25, Nr. 19–20, 2006, S. 2469–2474. doi:10.1016/j.quascirev.2005.07.022
21. ↑  Gregory J. Adcock et al.: Mitochondrial DNA sequences in ancient Australians: Implications for modern human origins. In: PNAS. Band 98, Nr. 2, 2002, S. 537–542 Volltext (PDF; 237 kB). (Memento vom 28. Juni 2011 im Internet Archive) PMID 11209053
22. ↑  G. J. Adcock (2000): S. 541 (Our data present a serious challenge to interpretation of contemporary human mtDNA variation as supporting the recent out of Africa model. A separate mtDNA lineage in an individual whose morphology is within the contemporary range and who lived in Australia would imply both that anatomically modern humans were among those that were replaced and that part of the replacement occurred in Australia.)
23. ↑  Colin I. Smith et al.: The thermal history of human fossils and the likelihood of successful DNA amplification. In: Journal of Human Evolution. Band 45, Nr. 3, 2003, S. 203–217, doi:10.1016/S0047-2484(03)00106-4, Volltext (PDF; 195 kB) (Memento vom 18. Februar 2012 im Internet Archive) PMID 14580590
24. 1 2  A. Cooper et al.: Human Origins and Ancient Human DNA. In: Science. Band 292, Nr. 5522, 2001, S. 1655–1656, doi:10.1126/science.292.5522.1655, Volltext zum Downloaden (PDF) PMID 11388352
25. ↑  Heupink TH, Subramanian S, Wright JL et al.: Ancient mtDNA sequences from the First Australians revisited. In: PNAS. Band 113, Nr. 25, 2016, S. 6892–6897, doi:10.1073/pnas.1521066113
26. ↑  New DNA technology confirms Aboriginal people as first Australians. Auf: abc.net.au vom 7. Juni 2016
27. ↑  N. Nagle et al.: Aboriginal Australian mitochondrial genome variation – an increased understanding of population antiquity and diversity. In: Science Reports 2017; 7: 43041, doi:10.1038/srep43041
28. ↑  Arthur C. Durband, Michael C. Westaway und Daniel R.T. Rayner: Interproximal grooving of lower second molars of WLH4. In: Australian Archaeology. Band 75, Nr. 1, 2012, S. 118–120, doi:10.1080/03122417.2012.11681955
29. ↑  Heupink et al. 2016: Table 1
30. ↑  World Heritage Places – Willandra Lakes Region. New South Wales. Australische Regierungsseite zur Welterbestätte (englisch) Eintrag auf der Website des Welterbezentrums der UNESCO (englisch und französisch). 
 UNESCO: Willandra Lakes Region.
31. ↑  Ancestral Remains returned to traditional owners. Australian National University, 6. November 2015, abgerufen am 3. April 2018 (englisch).
32. ↑  Mungo Man’s long journey back to country. Australian National University, 18. November 2017, archiviert vom Original am 1. Dezember 2017; abgerufen am 3. April 2018 (englisch).
33. ↑  Michael Westaway: Comment: The return of First Australians' remains. SBS news, 18. November 2017, abgerufen am 3. April 2018 (englisch).
34. ↑  The long way: fire and smoke for Mungo Man and the ancestors on their road home. TheAge.com, 18. November 2017, abgerufen am 3. April 2018 (englisch).
35. ↑  „to bring the remains […] from storage to a central place of honour.“ Jim Bowler: Time to honour a historical legend: 50 years since the discovery of Mungo Lady. The Conversation Australia, 6. Juli 2018, abgerufen am 20. Juli 2018 (englisch).